# Cantón de Amancey
El cantón de Amancey era una división administrativa francesa, que estaba situada en el departamento de Doubs y la región de Franco Condado.

## Composición
El cantón estaba formado por diecinueve comunas:
- Amancey
- Amondans
- Bolandoz
- Cléron
- Crouzet-Migette
- Déservillers
- Éternoz
- Fertans
- Flagey
- Gevresin
- Labergement-du-Navois
- Lizine
- Malans
- Montmahoux
- Nans-sous-Sainte-Anne
- Reugney
- Sainte-Anne
- Saraz
- Silley-Amancey

## Supresión del cantón de Amancey
En aplicación del Decreto nº 2014-240 de 25 de febrero de 2014, el cantón de Amancey fue suprimido el 22 de marzo de 2015 y sus 19 comunas pasaron a formar parte del nuevo cantón de Ornans.